# Hugh Bell
Hugh Cecil Lancelot Bell (New York, 22 juni 1927 –  aldaar, 31 oktober 2012) was een Amerikaanse fotograaf. Hij was het meest bekend om zijn jazz-fotografie, maar fotografeerde daarnaast ook mode en stillevens.

## Leven
Bells ouders waren emigranten van het Caribische eiland Saint Lucia. Bell ging naar de George Washington High School in Manhattan en studeerde af in 1945. Hij bracht veel tijd door met het doen van dingen die hij het leukste vond, het fotograferen van jazzmusici. Een van Bells iconische jazzfoto's is een triest portret van Charlie Parker in de Open Door club in Lower East Side in Manhattan. Na zijn afstuderen aan de New York-universiteit in 1952 met een bachelordiploma in Journalistiek en Cinematic Art raakte hij bevriend met Richard Leacock, een Britse filmmaker, die hem een stap verder hielp in zijn carrière. Bell assisteerde bij het maken van diverse documentaires waaronder Jazz Dance (1952) en Bell ging met Leacock op diverse reizen naar Spanje. Daar ontmoette en fotografeerde hij Luis Miguel Dominguin, een beroemde stierenvechter uit die tijd, In de entourage van Dominguin ontmoette Bell ook onder anderen Lauren Bacall en Ernest Hemingway.
Een foto van Bell uit 1952, Hot Jazz, werd door Edward Steichen geselecteerd voor een beroemde tentoonstelling van het Museum of Modern Art, The Family of Man. Naar eigen zeggen bracht het deelnemen aan deze tentoonstelling tussen al die andere bekende en beroemde fotografen hem niet direct het gewenste succes. Om rond te komen nam hij een baan als cameraman bij een lokale tv-show. Bell bleef daarnaast frequent Jazz Clubs bezoeken en maakte foto's van o.a. Billie Holiday, Dizzy Gillespie, Duke Ellington, Louis Armstrong, en Sarah Vaughn. Het maken van jazzfoto's was zijn levenslange passie en werden regelmatig in boeken en tijdschriften gepubliceerd, maar werden ook gebruikt voor de covers van diverse vinyl jazz albums.
In de jaren 60 opende Bell zijn eigen fotostudio en werd hij een reclamefotograaf, ook richtte hij zich op portretfotografie van het vrouwelijk lichaam. In 1970 werd een serie van deze portretten gepubliceerd in het tijdschrift Avant-Garde onder de titel Bell's Belles. Gedurende zijn leven reisde Bell ook vaak richting West-Indië en had hij middels zijn foto's ook aandacht voor zijn geografische afkomst.
Bells studio was op 873 Broadway in New York. Na nierfalen in 2004 (waardoor hij werd gedialyseerd), een beroerte en leukemie, stierf Bell op 31 oktober 2012.